# Santa Cecília d'Odèn
Santa Cecília d'Odèn és una església d'Odèn (Solsonès) inclosa a l'Inventari del Patrimoni Arquitectònic de Catalunya.

## Situació
Es troba a la part central-nord del municipi, arrecerada a la solana de la carena del Castell d'Odèn. S'hi va des de la carretera L-401 (de Pont d'Espia a Coll de Jou), al punt quilomètric 26,9 (42° 08′ 09″ N, 1° 27′ 15″ E / 42.135960°N,1.454163°E), a la Creu del Call, prendre la que baixa a Santa Cecília (senyalitzada) en 0,5 km.

## Descripció

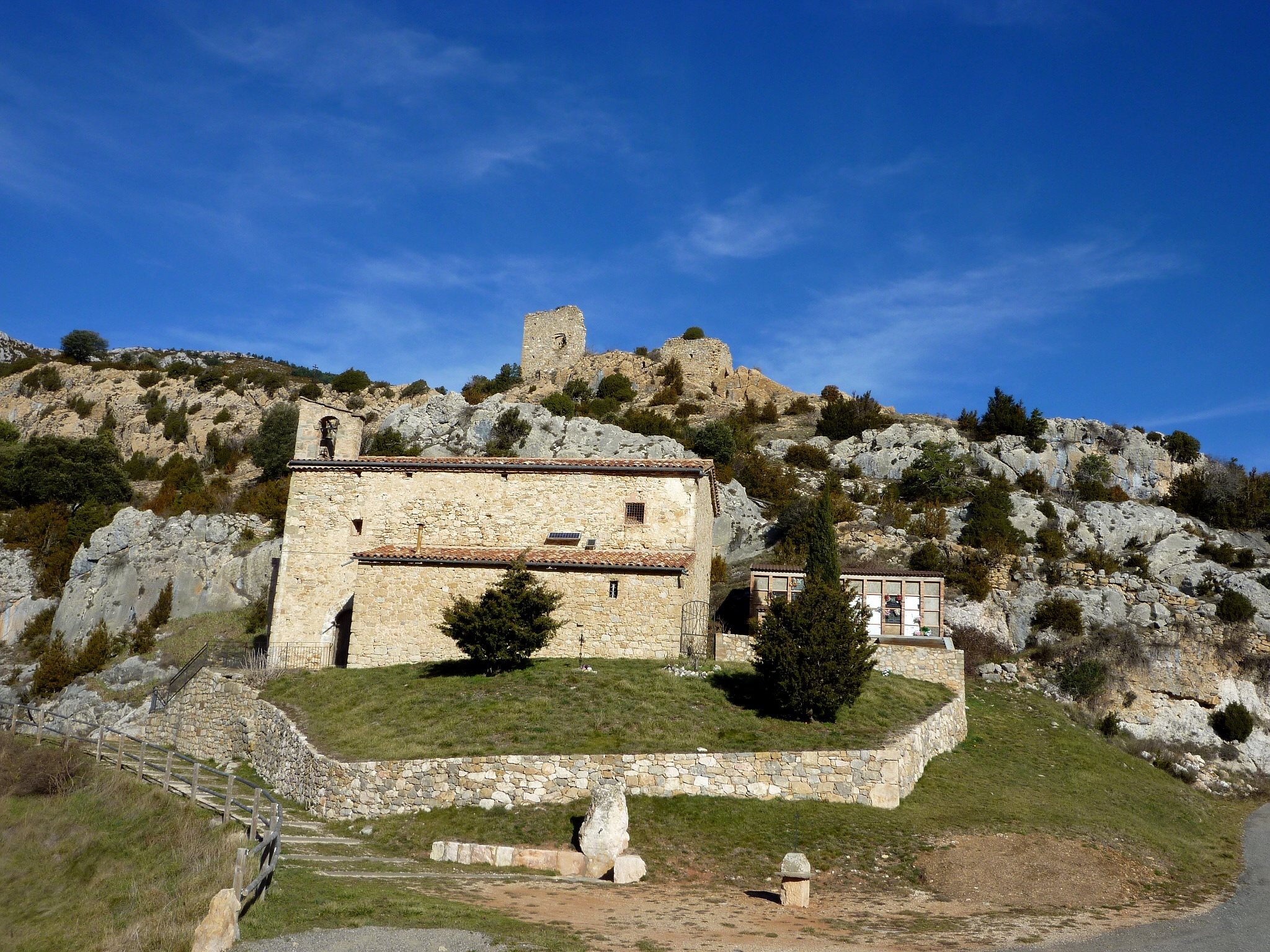
L'església sota el castell

L'església parroquial de Santa Cecília és emplaçada en un territori de boscos i prats naturals, tot centrant el nucli d'Odèn. Les restes de l'antiga església, que encara es poden observar al costat de la nova, fan suposar que es tractava d'un edifici d'una sola nau rectangular i coberta amb volta apuntada. El mur S fou aprofitat per a la nova construcció, sent el mur N de l'església nova. En aquest mateix mur hi ha una porta tapiada, que coincideix amb una capella, d'arc de mig punt i amb restes de dovelles.

## Història
La primera notícia referent a aquesta església es troba a la relació de parròquies del final del segle x o del començament de l'XI, continguda en l'apòcrifa acta de consagració de la Seu d'Urgell.
Els primers decennis del segle xii foren una època de donació de castells i d'esglésies a la canònica de Solsona. Una d'aquestes donacions fou la que l'any 1114 feien Miró Arnau, la seva muller Guilla i els seus fills quan traspassaven a Santa Maria de Solsona l'església de Santa Cecília d'Odèn i el castell del Soler d'Odèn. A partir d'aquest moment l'església surt esmentada en diverses ocasions (1124, 1150, 1163, 1180, 1188) confirmant la seva donació a Santa Maria de Solsona.